# Cục Dự trữ Liên bang (Hoa Kỳ)

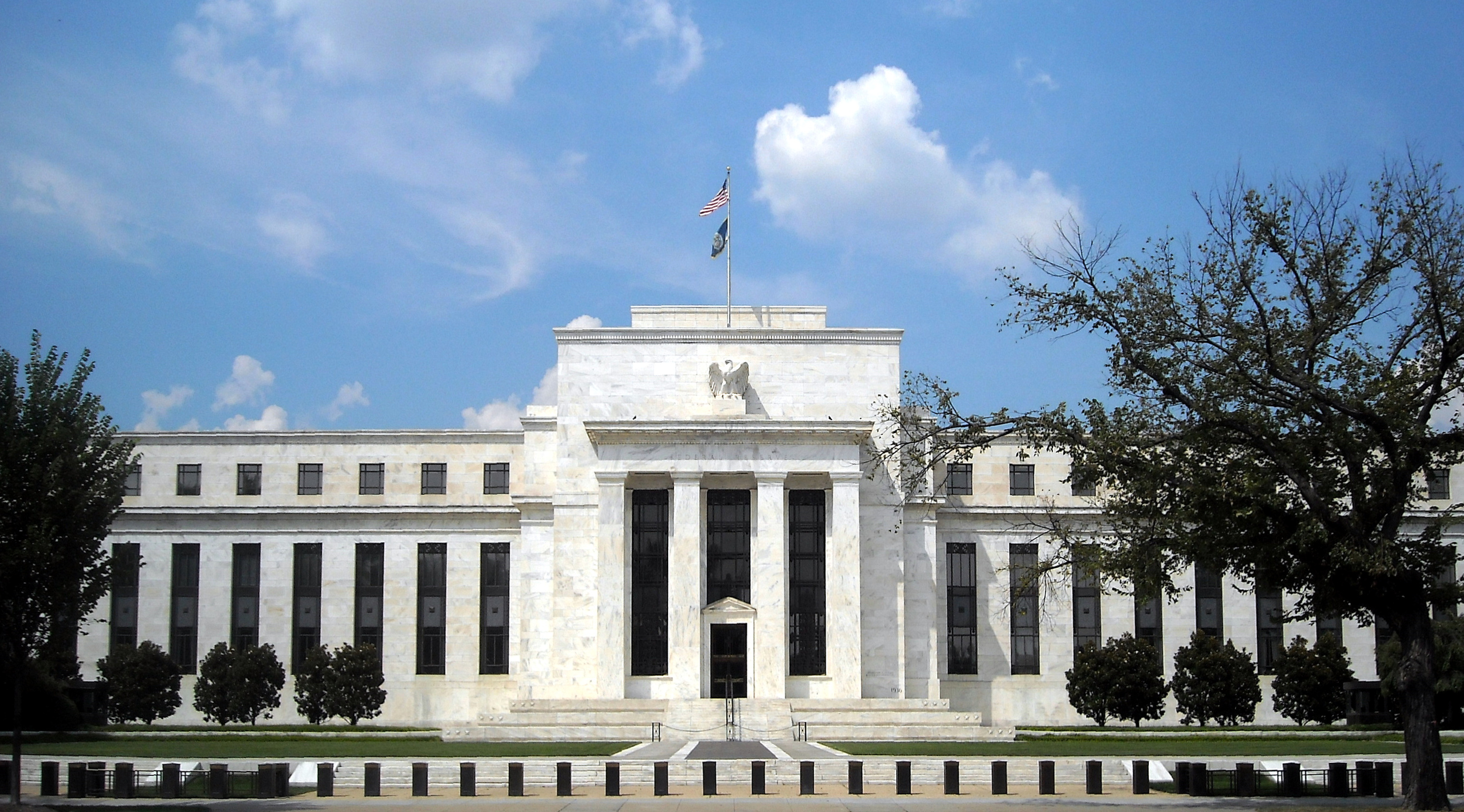
Tòa nhà Marriner S. Eccles, trụ sở Cục Dự trữ Liên bang

Cục Dự trữ Liên bang (Federal Reserve System – Fed) hay Ngân hàng Dự trữ Liên bang Hoa Kỳ là ngân hàng trung ương của Hoa Kỳ. Bắt đầu hoạt động năm 1913 theo "Đạo luật Dự trữ Liên bang" của Quốc hội Hoa Kỳ thông qua ngày 23 tháng 12 năm 1913, chủ yếu là để phản ứng với một loạt các hoảng loạn tài chính, đặc biệt là Hoảng loạn 1907.
Theo thời gian, các vai trò và nhiệm vụ của Fed đã được mở rộng và cấu trúc của nó đã thay đổi. Các sự kiện như Đại khủng hoảng thập niên 1930 là các nhân tố chính dẫn đến các thay đổi hệ thống.
Quốc hội Hoa Kỳ thiết lập 3 mục tiêu chính cho chính sách tiền tệ trong Đạo luật dự trữ Liên bang: Việc làm tối đa, giá cả ổn định, và lãi suất dài hạn vừa phải. Hai mục tiêu đầu đôi khi được gọi là nhiệm vụ kép của Cục dự trữ liên bang. Nhiệm vụ của cơ quan này đã được mở rộng trong những năm qua, và đến thời điểm năm 2009 cũng bao gồm việc giám sát và điều tiết ngân hàng, duy trì sự ổn định của hệ thống tài chính và cung cấp các dịch vụ tài chính cho các tổ chức lưu ký, Chính phủ Hoa Kỳ, và các tổ chức chính thức nước ngoài. Fed tiến hành nghiên cứu nền kinh tế và phát hành các ấn phẩm, chẳng hạn như sách Beige.
Cục dự trữ liên bang (viết tắt là Fed) Hội đồng thống đốc hay Ban dự trữ Liên bang được Tổng thống Hoa Kỳ bổ nhiệm, một Ủy ban thị trường mở Liên bang được Tổng thống Mỹ bổ nhiệm một phần, 12 Ngân hàng dự trữ liên bang khu vực tọa lạc ở các thành phố khác nhau ở Mỹ, một số ngân hàng thành viên Hoa Kỳ sở hữu tư nhân và nhiều hội đồng tư vấn. Chính phủ liên bang ấn định mức lương của bảy thống đốc của Hội đồng. Các ngân hàng thương mại điều lệ quốc gia được yêu cầu phải nắm giữ cổ phiếu tại Ngân hàng Dự trữ Liên bang khu vực của họ, mà mang cho họ quyền được bầu một số thành viên hội đồng quản trị của họ. Ủy ban thị trường mỏ Liên bang hoạch định chính sách tiền tệ và Ủy ban này bao gồm tất cả bảy thành viên của Hội đồng thống đốc và mười hai Chủ tịch ngân hàng khu vực, mặc dù chỉ có năm Chủ tịch ngân hàng bỏ phiếu tại bất kỳ thời gian nhất định: chủ tịch của New York Fed và bốn người khác luân phiên các nhiệm kỳ một năm. Vì vậy, các hệ thống dự trữ liên bang có cả hai thành phần tư nhân và công cộng phục vụ lợi ích của công chúng và các ngân hàng tư nhân. Cấu trúc này được xem là duy nhất trong số các ngân hàng trung ương. Cũng bất thường ở chỗ Bộ ngân khố Hoa Kỳ, một thực thể bên ngoài của các ngân hàng trung ương, tạo ra những tiền tệ được sử dụng. Fed xem Hệ thống Dự trữ Liên bang là "một ngân hàng trung ương độc lập bởi vì các quyết định chính sách tiền tệ không cần phải phê chuẩn bởi Tổng thống hoặc bất cứ ai khác trong các ngành hành pháp hay lập pháp của chính phủ, nó không nhận được kinh phí được Quốc hội Hoa Kỳ phân bổ, và các nhiệm kỳ của các thành viên Hội đồng quản trị trải dài qua nhiều nhiệm kỳ Tổng thống và quốc hội."
Chính phủ Hoa Kỳ nhận được tất cả các lợi nhuận hàng năm của hệ thống, sau khi chia cổ tức theo luật định là 6% trên vốn đầu tư ngân hàng thành viên được trả tiền, và thặng dư tài khoản được duy trì. Trong năm 2010, Fed đã lãi 82 tỷ $ và chuyển 79 $ tỷ cho Kho bạc Mỹ.

## Lịch sử ra đời và hình thành
Trong khoảng thời gian từ 1862 đến 1913, hệ thống ngân hàng trung ương của Hoa Kỳ được hình thành theo Đạo luật Ngân hàng quốc gia 1863. Một loạt các biến động trong lĩnh vực ngân hàng ở Hoa Kỳ vào các năm 1873, 1893 và 1907 cho thấy một hệ thống ngân hàng trung ương là cần thiết để điều phối thị trường.
Sau cuộc khủng hoảng trong hệ thống ngân hàng năm 1907, Quốc hội Hoa Kỳ thành lập "Ủy ban tiền tệ quốc gia" với nhiệm vụ xây dựng kế hoạch cải cách hệ thống ngân hàng. Nelson Aldrich – người đứng đầu đảng Cộng hòa ở quốc hội đồng thời là chuyên gia tài chính, được chỉ định là Chủ tịch Ủy ban. Ông chỉ đạo một cuộc khảo sát tường tận các ngân hàng trung ương Châu Âu và nhận thấy rằng Anh và Đức là hai nước có các ngân hàng trung ương ưu việt hơn hẳn. Năm 1910, Nelson Aldrich tìm kiếm sự giúp đỡ từ các ngân hàng hàng đầu của Hoa Kỳ với mong muốn dự thảo một kế hoạch hoàn chỉnh, xây dựng cho Hoa Kỳ một hệ thống tài chính tiên tiến như của Anh và Đức. Ông cùng các chuyên viên đại diện của các định chế tài chính lớn khi đó là J.P. Morgan, Rockefeller, và Kuhn, Loeb và Công ty, dành riêng một tuần thảo luận tại đảo Jekyll (ngoài khơi bang Georgia). Đại diện của Kuhn, Loeb và Công ty là Paul Warburg (chuyên gia tài chính gốc Đức) chủ trì việc xác lập những ý cơ bản của Đạo luật Dự trữ liên bang. Aldrich sau đó giới thiệu kế hoạch của ông về ngân hàng trung ương với tên "dự luật Aldrich", đề xuất thành lập "Tổ chức Dự trữ liên bang" (Federal Reserve Association). Dự luật này trở thành một phần trong chính sách của đảng Cộng hòa ở Quốc hội nhưng không được phê chuẩn năm 1911 khi đa số quốc hội thuộc về đảng Dân chủ.
Năm 1913, Tổng thống đảng Dân chủ Woodrow Wilson phải tác động để kế hoạch của Aldrich được thông qua dưới sự đỡ đầu của thế lực đảng Dân chủ với tên mới là "Đạo luật Dự trữ liên bang". Frank Vanderlip, người đã tham gia hội nghị ở đảo Jekyll và là chủ tịch National City Bank viết trong tự truyện của mình rằng "mặc dù kế hoạch về Quỹ dự trữ liên bang của Aldrich đã không được thông qua với cái tên của chính ông, nhưng những điểm cơ bản của nó đều nằm trong dự luật sau này được thông qua". Tổng thống Wilson đã giành ưu thế trước William Jennings Bryan, người đứng đầu phe ủng hộ nông nghiệp trong đảng. Những người thuộc phe này muốn có ngân hàng trung ương của chính phủ mang đặc quyền in ấn và phát hành giấy bạc mỗi khi Quốc hội cần. Woodrow Wilson thuyết phục rằng giấy bạc của Cục dự trữ liên bang chính là nghĩa vụ của chính phủ, do đó chương trình này phù hợp mong muốn của họ. Những nghị sĩ đại diện miền nam và miền tây được tổng thống thuyết phục rằng hệ thống mới ra đời sẽ phân tán ở 12 vùng và sẽ giảm quyền lực của New York, tăng quyền lực cho các vùng nội địa. (Trên thực tế, Ngân hàng dự trữ liên bang chi nhánh New York trở thành "số một" trong các Ngân hàng dự trữ liên bang. Ví dụ, nó có đặc quyền tiến hành các hoạt động trên thị trường (phát hành trái phiếu, v.v..) dưới sự chỉ đạo của Ủy ban thị trường của Fed). Carter Glass, nghị sĩ đảng Dân chủ ủng hộ nhiệt liệt dự luật và mang về cho Richmond, Virginia quê ông một Ngân hàng dự trữ liên bang khu vực. Bang Missouri có tới hai Ngân hàng dự trữ liên bang khu vực nhờ James A. Reed (đảng Dân chủ).
Quốc hội thông qua "Đạo luật Dự trữ liên bang" cuối năm 1913. Paul Warburg và các chuyên gia xuất sắc khác được chỉ định điều hành hệ thống non trẻ. Fed đi vào hoạt động năm 1915 và đóng vai trò chủ chốt tài trợ các nỗ lực chiến tranh của Mỹ và phe liên minh trong Chiến tranh thế giới thứ nhất.
Tháng 7 năm 1979, Paul Volcker được tổng thống Jimmy Carter chỉ định là Chủ tịch Hội đồng thống đốc của Cục dự trữ liên bang khi lạm phát đang gia tăng trầm trọng. Dưới sự lãnh đạo của Paul Volcker, các biện pháp kiểm soát lạm phát đã có hiệu quả và tỷ lệ lạm phát đã giảm nhanh chóng trước năm 1986.
Tháng 1 năm 1987, khi chỉ số lạm phát hàng tiêu dùng chỉ là 1%, Fed tuyên bố không còn sử dụng tổng cung tiền tệ M2 làm định hướng kiểm soát lạm phát nữa mặc dù phương pháp này đã rất thành công từ 1979. Trước 1980, lãi suất được sử dụng làm định hướng và lạm phát khi đó rất cao. Việc sử dụng chỉ số tổng cung tiền tệ M2 thay thế lãi suất làm định hướng rất thành công, nhưng Paul Volcker cho rằng nó dễ gây nhầm lẫn.
Tháng 8 năm 1987, 07 tháng sau khi thay đổi chính sách tổng cung tiền tệ, Alan Greenspan thay thế Volcker trên cương vị Chủ tịch Hội đồng thống đốc. Và rồi sau 19 năm lãnh đạo Fed rất thành công, huyền thoại của ngành tài chính thế giới, Alan Greenspan nghỉ hưu và chỉ định người kế tục mình, Ben Bernanke.

## Tính pháp lý và vị trí trong chính quyền
Các bộ phận của Cục dự trữ liên bang (Fed) có tư cách pháp lý khác nhau.
Hội đồng Thống đốc của Fed là cơ quan độc lập với chính phủ liên bang. Hội đồng không nhận tài trợ của Quốc hội và bảy thành viên của Hội đồng theo cơ chế dân chủ. Thành viên của Hội đồng là độc lập và không phải chấp hành yêu cầu của hệ thống lập pháp cũng như hành pháp. Tuy nhiên, Hội đồng phải gửi báo cáo tới Quốc hội theo định kỳ. Theo luật, thành viên của Hội đồng này chỉ rời chức vụ khi mãn hạn. Hội đồng Thống đốc chịu trách nhiệm việc hình thành và cụ thể hóa chính sách tiền tệ. Nó cũng giám sát và quy định hoạt động của 12 Ngân hàng dự trữ liên bang khu vực và hệ thống ngân hàng Hoa Kỳ nói chung.
Các Ngân hàng dự trữ liên bang (Federal Reserve Banks) về danh nghĩa sở hữu bởi các ngân hàng thành viên (mỗi ngân hàng thành viên giữ cổ phần không có khả năng chuyển nhượng). Theo Tòa án tối cao Mỹ, các Ngân hàng dự trữ liên bang khu vực không phải là công cụ của Chính phủ liên bang, chúng là các ngân hàng độc lập, sở hữu tư nhân và hoạt động theo luật pháp ở địa phương. Phán quyết trên cũng cho rằng, các Ngân hàng dự trữ liên bang khu vực có thể được coi là công cụ của Chính phủ liên bang theo một số mục đích nhất định. Trong một phán quyết khác ở tòa án cấp bang, sự khác biệt giữa Hội đồng thống đốc và các Ngân hàng được quy định rõ ràng.
Các ngân hàng sở hữu Ngân hàng dự trữ liên bang khu vực là của tư nhân và rất nhiều trong số đó có cổ phiếu phát hành trên thị trường.
Giấy bạc do Fed phát hành là nguồn cung tiền tệ và chúng được đưa vào lưu thông qua các Ngân hàng dự trữ liên bang khu vực.

## Vai trò và nhiệm vụ
Jerome Powell - Chủ tịch thứ 16 của Hội đồng thống đốc Cục Dự trữ Liên bang Hoa Kỳ từ 02/05/2018
Theo Hội đồng thống đốc, Fed có các nhiệm vụ sau:
1. Thực thi chính sách tiền tệ quốc gia bằng cách tác động các điều kiện tiền tệ và tín dụng với mục đích tối đa việc làm, ổn định giá cả và điều hòa lãi suất dài hạn
2. Giám sát và quy định các tổ chức ngân hàng đảm bảo hệ thống tài chính và ngân hàng quốc gia an toàn, vững vàng và bảo đảm quyền tín dụng của người tiêu dùng
3. Duy trì sự ổn định của nền kinh tế và kiềm chế các rủi ro hệ thống có thể phát sinh trên thị trường tài chính
4. Cung cấp các dịch vụ tài chính cho các tổ chức quản lý tài sản có giá trị, các tổ chức chính thức nước ngoài, và chính phủ Hoa Kỳ, đóng vai trò chủ chốt trong vận hành hệ thống chi trả quốc gia.

## Tổ chức
Cấu trúc cơ bản gồm
- Hội đồng thống đốc
- Các Ngân hàng của Fed
- Các ngân hàng thành viên (có cổ phần tại các chi nhánh)

Mỗi ngân hàng Fed khu vực và ngân hàng thành viên của Cục dự trữ liên bang tuân thủ sự giám sát của Hội đồng thống đốc. Bảy thành viên của Hội đồng thống đốc được chỉ định bởi Tổng thống Hoa Kỳ và phê chuẩn bởi Quốc hội. Các thành viên được lựa chọn cho nhiệm kỳ 14 năm (trừ khi bị phế truất bởi Tổng thống) và không phục vụ quá một nhiệm kỳ. Tuy nhiên, một thành viên nếu được chỉ định để phục vụ nốt phần chưa hoàn tất của thành viên khác có thể phục vụ tiếp một nhiệm kỳ 14 năm nữa, ví dụ cựu chủ tịch Hội đồng là Alan Greenspan đã phục vụ 19 năm từ 1987 đến 2006.
Những thành viên hiện thời của Hội đồng thống đốc là:
- Jerome Powell, Chủ tịch
- Lael Brainard
- Michael S. Barr
- Michelle Bowman
- Christopher J. Waller
- Jerome H. Powell
- Philip N. Jefferson

(vào ngày 2022)
Ủy ban thị trường gồm 5 thành viên của Hội đồng thống đốc và 5 đại diện từ các Ngân hàng dự trữ liên bang khu vực. Luôn có một đại diện của ngân hàng Fed tại Quận 2, thành phố New York là thành viên trong Ủy ban này. Thành viên từ các ngân hàng khác được luân phiên theo thời gian 2 hoặc 3 năm.

## Kiểm soát cung ứng tiền tệ
Cục dự trữ liên bang kiểm soát quy mô nguồn cung ứng tiền tệ bằng các hoạt động thị trường mà qua đó Fed mua hoặc cho mượn các loại trái phiếu, giấy tờ có giá. Những tổ chức tham gia mua bán với Fed gọi là người giao dịch ưu tiên (primary dealers). Tất cả hoạt động thị trường của Fed ở Hoa Kỳ đều tiến hành tại bàn giao dịch thị trường của Ngân hàng dự trữ liên bang khu vực New York với mục đích là đạt được tỷ lệ lãi suất trái phiếu liên bang gần mới tỷ lệ mục tiêu.
Lạm phát ở Hoa Kỳ thời gian 1914-2006

### Thỏa thuận mua lại
Thực chất của hoạt động này là cho vay hoặc đi vay có thế chấp. Để đảm bảo những thay đổi nguồn cung tiền tệ theo chu kỳ hoặc tạm thời, bàn giao dịch thị trường của Ngân hàng dự trữ liên bang New York tham gia các thỏa thuận mua lại với những nhà giao dịch ưu tiên. Các mua bán chủ yếu là các khoản cho vay ngắn hạn, có đảm bảo của Fed. Trong ngày giao dịch, Fed sẽ đặt tiền vào tài khoản của người giao dịch và nhận thế chấp (là các giấy tờ chứng nhận sở hữu như cổ phiếu, trái phiếu, v.v..). Khi hết hạn giao dịch, quá trình diễn ra ngược lại Fed hoàn lại chứng khoán và nhận lại tiền cùng lãi. Thời hạn giao dịch có thể thay đổi từ 1 ngày (cho vay qua đêm) tới 65 ngày, phần lớn giao dịch là cho vay qua đêm và 14 ngày.
Bởi các giao dịch làm tăng quỹ dự trữ của ngân hàng trong thời gian ngắn, chúng tăng nguồn cung tiền tệ. Hiệu quả của hoạt động này là tạm thời bởi các giao dịch sẽ đáo hạn, tác động dài hạn là dự trữ ngân hàng giảm đi bởi lãi suất của giao dịch (lãi suất một ngày của tỷ lệ 4,5%/năm là 0,0121%). Fed tiến hành giao dịch này hàng ngày trong 2004-2005, ngoài ra giao dịch thu hút vốn cũng tiến hành nhằm tạm thời giảm nguồn cung tiền tệ.
Trong giao dịch thỏa thuận bán lại (reverse repo), Fed sẽ vay tiền từ các người giao dịch ưu tiên bằng cách đặt cọc các chứng khoán chính phủ. Khi giao dịch đáo hạn, Fed sẽ hoàn trả tiền và các khoản lãi.

### Giao dịch mua đứt
Một công cụ khác của bàn giao dịch thị trường là mua đứt. Trong giao dịch này, Cục dự trữ liên bang mua lại trái phiếu chính phủ và cung cấp giấy bạc mới vào tài khoản của người giao dịch đặt tại Fed. Bởi hoạt động này là mua đứt nên tăng cung tiền tệ lâu dài nhưng khi trái phiếu hết hạn khoản lãi vẫn được thu, thông thường là 12-18 tháng.
Từ những năm 1980, Cục dự trữ liên bang cũng bán quyền mua trái phiếu chính phủ ở mức lãi suất cao. Việc bán quyền mua này giảm nguồn cung tiền tệ bởi các nhà giao dịch ưu tiên sẽ bị khấu trừ tài khoản dự trữ của họ đặt tại Fed, do đó mà quá trình tạo ra tiền lưu thông bị hạn chế.

## Thực hiện chính sách tiền tệ
- Mua và bán trái phiếu chính phủ: Khi Cục dự trữ liên bang (Fed) mua trái phiếu chính phủ, tiền được đưa thêm vào lưu thông. Bởi có thêm tiền trong lưu thông, lãi suất sẽ giảm xuống và chi tiêu, vay ngân hàng sẽ gia tăng. Khi Fed bán ra trái phiếu chính phủ, tác động sẽ diễn ra ngược lại, tiền rút bớt khỏi lưu thônkhan hiếm tiền sẽ làm tăng lãi suất dẫn đến vay nợ từ ngân hàng khó khăn hơn. (Xem thêmNghiệp vụ thị trường mở)
- Quy định lượng tiền mặt dự trữ: Ngân hàng thành viên cho vay phần lớn lượng tiền mà nó quản lý. Nếu Fed yâu cầu các ngân hàng này phải dự trữ một phần lượng tiền này, khi đó phần cho vay sẽ giảm đi, vay mượn khó hơn và lãi suất tăng lên. (Xem thêm Tỷ lệ dự trữ bắt buộc)
- Thay đổi lãi suất của khoản vay từ Fed: Các ngân hàng thành viên của Fed vay tiền từ Fed để trang trải các nhu cầu ngắn hạn. Lãi suất mà Fed ấn định cho các khoản vay này gọi là lãi suất chiết khấu. Hoạt động này có ảnh hưởng, tuy nhỏ hơn, về số lượng tiền các thành viên sẽ được vay. (Xem thêm Lãi suất chiết khấu)

## Tỷ lệ chiết khấu
Cục dự trữ liên bang thực hiện chính sách tiền tệ chủ yếu bằng cách định hướng "lãi suất quỹ vốn tại Fed". Đây là tỷ lệ các ngân hàng ấn định với nhau cho khoản vay qua đêm các quỹ đặt cọc tại Cục dự trữ liên bang. Tỷ lệ này do thị trường quyết định chứ Fed không ép buộc. Tuy vậy, Fed sẽ cố gắng tác động tỷ lệ này ở con số phù hợp với tỷ lệ mong muốn bằng cách bổ sung hoặc hạn chế nguồn cung tiền tệ thông qua hoạt động của nó trên thị trường.
Cục dự trữ liên bang còn ấn định tỷ lệ chiết khấu – lãi suất mà các ngân hàng thương mại phải trả khi vay tiền từ Fed. Tuy nhiên, các ngân hàng thường lựa chọn cách vay quỹ đặt cọc tại Fed từ một ngân hàng khác mặc dù lãi suất này cao hơn tỷ lệ chiết khấu của Fed. Lý do của cách lựa chọn này là việc vay tiền từ Fed mang tính công khai rộng rãi, nó sẽ đưa đến chú ý của công chúng về khả năng thanh khoản và mức độ tin cậy của ngân hàng đang đi vay.
Cả hai tỷ lệ trên chi phối lãi suất ưu đãi, là tỷ lệ thường cao hơn 3% so với "lãi suất quỹ vốn tại Fed". Lãi suất ưu đãi là tỷ lệ mà các ngân hàng tính lãi đối với khoản vay của những khách hàng tin cậy nhất.
Ở mức lãi suất thấp, các hoạt động kinh tế được thúc đẩy vì chi phí đi vay thấp, do đó mà người tiêu dùng và các doanh nghiệp tăng cường mua bán. Ngược lại, lãi suất cao đưa đến kìm hãm kinh tế vì chi phí đi vay cao hơn. (Xem thêm bài chính sách tiền tệ).
Cục dự trữ liên bang thường điều chỉnh "lãi suất quỹ vốn tại Fed" mỗi lần ở mức 0,25% hoặc 0,5%. Từ năm 2001 đến giữa năm 2003, Fed hạ lãi suất 13 lần, từ 6,25% xuống 1% nhằm chống lại xu hướng suy thoái kinh tế. Tháng 11 năm 2002, lãi suất do Fed điều chỉnh chỉ còn 1,75% và nhiều mức thấp hơn cả tỷ lệ lạm phát. Ngày 25/03/2003, "lãi suất quỹ vốn tại FED" tụt xuống mức 1%, con số thấp nhất kể từ tháng 7 năm 1958 – 0,68%. Bắt đầu từ giữa tháng 6/2004, Cục dự trữ liên bang bắt đầu nâng lãi suất định hướng 17 lần liên tục lên 5,25% ngày 08/08/2006.
Có thể, Fed cũng đã nỗ lực các hoạt động mua bán trên thị trường nhằm thay đổi tỷ lệ cho vay dài hạn, tuy nhiên năng lực của nó yếu hơn rất nhiều các định chế tài chính tư nhân.

## Các ngân hàng dự trữ liên bang khu vực và ngân hàng thành viên

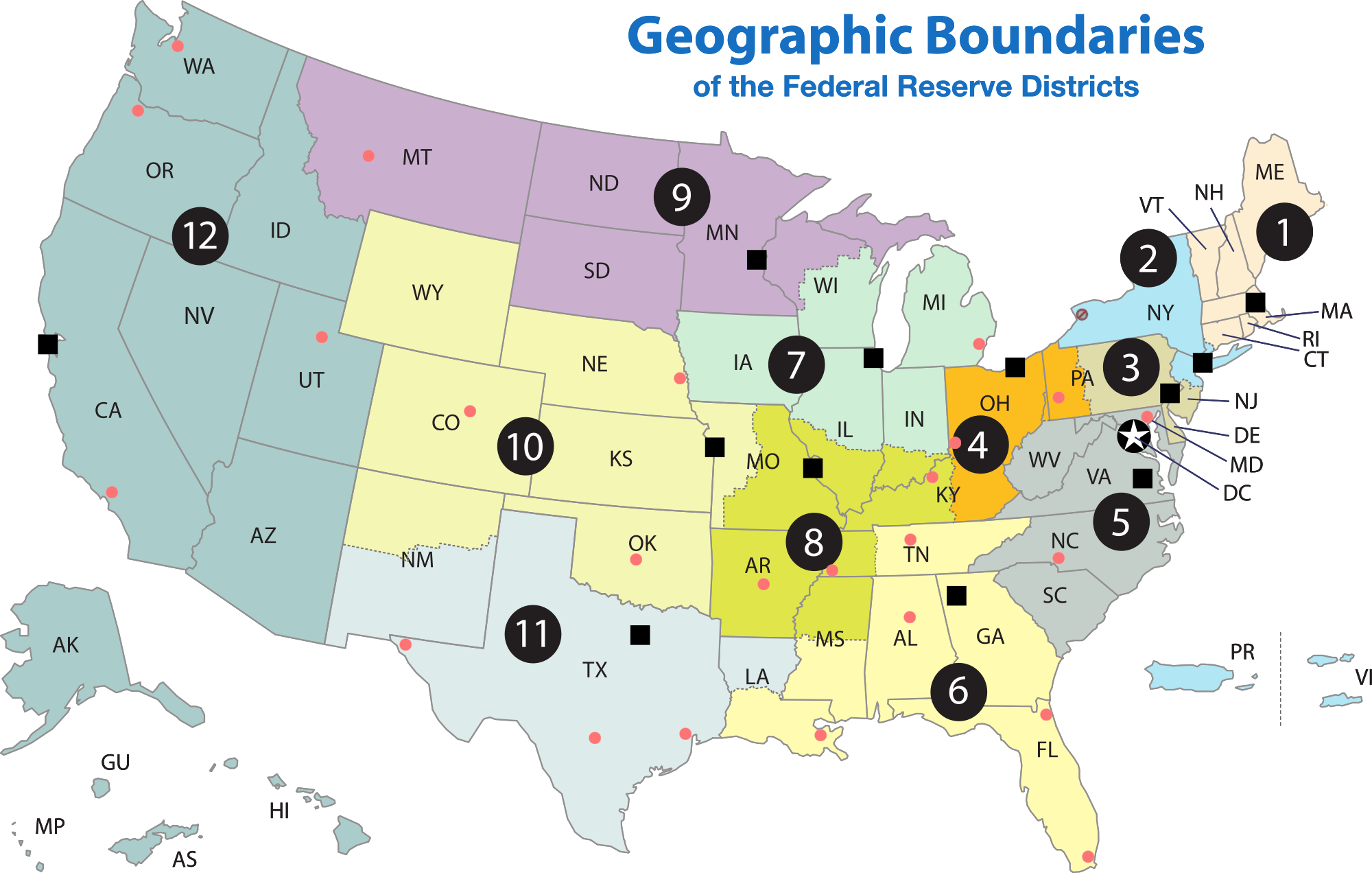
Bản đồ các khu vực quản lý của các ngân hàng Fed khu vực

Các ngân hàng khu vực dự trữ liên bang khu vực được thành lập bởi Quốc hội là các chi nhánh của hệ thống ngân hàng trung ương, có tổ chức giống một tổ chức tư nhân. Ví dụ, cổ phần của ngân hàng dự trữ liên bang khu vực do các ngân hàng thành viên sở hữu. Việc sở hữu cổ phần này khác với sở hữu cổ phần công ty thông thường. Các ngân hàng dự trữ liên bang khu vực hoạt động không vì lợi nhuận và việc sở hữu cổ phần của nó là điều kiện để trở thành ngân hàng thành viên. Cổ phần không thể mua bán hay thế chấp. Cổ tức ấn định là 6% một năm. Đứng về mặt tài sản, ngân hàng Fed New York là ngân hàng lớn nhất với phạm vi hoạt động là quận 2 tiểu bang New York, thành phố New York, Puerto Rico và quần đảo Virgin thuộc Hoa Kỳ.
Cổ tức được trả dưới dạng khoản bù vào lãi suất cho phần dự trữ thiếu hụt được giữ tại Fed. Theo quy định của luật pháp, mỗi ngân hàng phải duy trì tỷ lệ dự trữ bắt buộc mà phần lớn đặt tại Fed. Cục dự trữ liên bang không trả lãi suất cho các khoản dự trữ này.

### Các ngân hàng dự trữ liên bang khu vực
Mỗi ngân hàng Fed khu vực được ký hiệu bằng chữ cái. Những chữ cái này in trên giấy bạc mà chúng phát hành
| Ngân hàng     | Ký hiệu | Số | Các chi nhánh                                                                                                | Website                                                                      | Chủ tịch                 |
| ------------- | ------- | -- | --- | ---------------------------------------------------------------------------- | ------------------------ |
| Boston        | A       | 1  | | http://www.bos.frb.org/ Lưu trữ ngày 5 tháng 10 năm 2013 tại Wayback Machine | Eric S. Rosengren        |
| New York City | B       | 2  | Buffalo (per 31. Oktober 2008 geschlossen), New York                                                         | http://www.newyorkfed.org/                                                   | William C. Dudley        |
| Philadelphia  | C       | 3  | | http://www.philadelphiafed.org/                                              | Patrick T. Harker        |
| Cleveland     | D       | 4  | Cincinnati, Ohio / Pittsburgh, Pennsylvania                                                                  | http://www.clevelandfed.org/                                                 | Loretta J. Mester        |
| Richmond      | E       | 5  | Baltimore, Maryland / Charlotte, North Carolina                                                              | http://www.richmondfed.org/                                                  | Jeffrey M. Lacker        |
| Atlanta       | F       | 6  | Birmingham, Alabama / Jacksonville, Florida / Miami, Florida / Nashville, Tennessee / New Orleans, Louisiana | http://www.frbatlanta.org/                                                   | Dennis P. Lockhart       |
| Chicago       | G       | 7  | Detroit, Michigan / Des Moines, Iowa                                                                         | http://www.chicagofed.org/                                                   | Charles L. Evans         |
| St. Louis     | H       | 8  | Little Rock, Arkansas / Louisville, Kentucky / Memphis, Tennessee                                            | http://www.stlouisfed.org/                                                   | James B. Bullard         |
| Minneapolis   | I       | 9  | Helena, Montana                                                                                              | http://www.minneapolisfed.org/                                               | Narayana R. Kocherlakota |
| Kansas City   | J       | 10 | Denver, Colorado / Oklahoma City, Oklahoma / Omaha, Nebraska                                                 | http://www.kansascityfed.org/                                                | Esther George            |
| Dallas        | K       | 11 | El Paso, Texas / Houston, Texas / San Antonio, Texas                                                         | http://www.dallasfed.org/                                                    | Robert S. Kaplan         |
| San Francisco | L       | 12 | Los Angeles, Kalifornien / Portland, Oregon / Salt Lake City, Utah / Seattle, Washington                     | http://www.frbsf.org/                                                        | John C. Williams         |

## Quy định về tỷ lệ dự trữ
Cục dự trữ liên bang ấn định tỷ lệ dự trữ bắt buộc - phần trăm số tiền ký gửi tại ngân hàng mà ngân hàng phải giữ lại hoặc gửi tại Fed để sẵn sàng chi trả các nhu cầu rút tiền. Quy định này trực tiếp giới hạn khả năng cho vay của các ngân hàng vì khoản dự trữ này phải luôn được duy trì. Trong trường hợp khoản dự trữ này tụt xuống, ngân hàng phải tiến hành vay lẫn nhau hoặc vay của Fed để đảm bảo tỷ lệ dự trữ.